# منتخب المكسيك لكرة الطائرة للسيدات
منتخب المكسيك الوطني لكرة الطائرة للسيدات (بالإسبانية: Selección femenina de voleibol de México)‏ هو ممثل المكسيك الرسمي في المنافسات الدولية في كرة طائرة في فئة كرة الطائرة للسيدات.